# Gran Ecosistema de Yellowstone

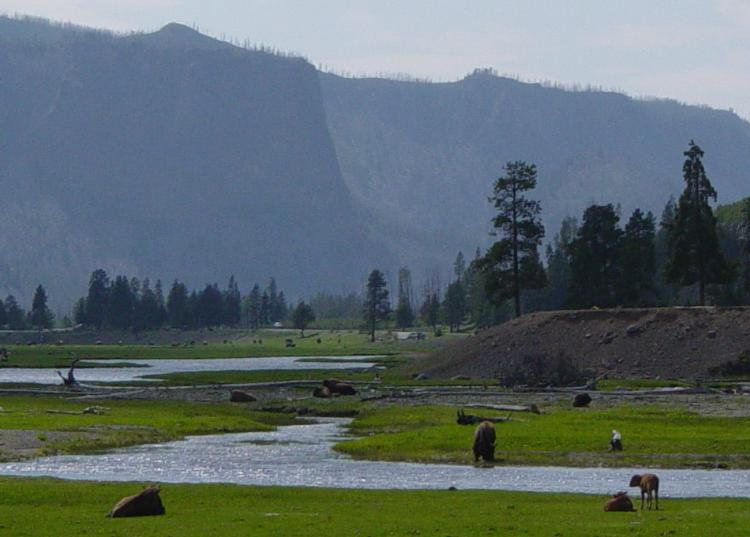
Bisons pasturant prop del riu Gibbon al parc nacional de Yellowstone

El Gran Ecosistema de Yellowstone és un dels últims ecosistemes gairebé intactes que queden a la zona temperada del nord de la Terra. Està situat al nord de les muntanyes Rocoses, en zones del nord-oest de Wyoming, el sud-oest de Montana i l'est d'Idaho, i té una extensió d'uns 22 milions d'acres. El parc nacional de Yellowstone i la zona calenta de la Caldera de Yellowstone estan ubicats dins de l'ecosistema.
La zona ha esdevingut un lloc emblemàtic entre els grups de conservació que promouen la gestió dels ecosistemes. El Gran Ecosistema de Yellowstone és un dels principals laboratoris naturals del món en matèria d'ecologia del paisatge i geologia de l'Holocè, i és una destinació turística de fama mundial. També és la llar de les diverses plantes i animals autòctons de Yellowstone.